# Медресе Талиб Махдум
Медресе Талиб Махдум — архитектурный памятник находящийся в городе Хива (Хорезмская область, Узбекистан). Медресе было построено в 1910 году на средства визиря Ислама Ходжи Талиба махдума. В его строительстве принимали участие хивинские мастера Худойберган Хаджи и Каландар Кучим.

## История
Согласно многочисленным историческим источникам, идея строительства медресе принадлежит министру двора Ислам Ходже Талибу и правителю Хивы Мухаммеду Рахим-хану II. Памятник был построен хивинскими мастерами Худойберганом Хаджи и каландаром Кучимом, которые участвовали в строительстве многих медресе. Медресе на 8 комнат было построено с северной стороны от медресе Исламходжа. Этимология слова Махсум (или махзум, по — хивински Махсум) — означает честный человек, благородный человек, высокопоставленный интеллигент. Это титул, который давался раньше ученым и учителям. Согласно другой информации, это слово переводится как" знаток персидского/арабского языков ". Талиб Махсум был близким другом Мухаммада Рахимхана с юности. Его авторитет перед ханом был высок.
Медресе построено с прямоугольной террасой и имеет общую площадь 18,8х16,55 метров. Вокруг медресе расположены 1-этажные кельи. В верхней части крыши набраны полированные кирпичи в 2 ряда, а также она украшена зеленой черепицей. Через двор проходит купольный мионсаари (калитка) в стиле барокко. Дарсхана (аудитория) и мечеть расположены рядом с мионсараем (галереи вестибюльной группы помещений). Площадь двора составляет10,75х8,0 метров. Крыша камер вокруг Балхи куполообразный, им предшествуют не очень глубокие арки. Доступ в камеры осуществляется через двери на арках. Вместо классного зала медресе была построена комната чорси (в северо-западном углу). Ученые предполагают, что в медресе готовили в основном копировщиков, каллиграфов и специалистов в области мировой науки. Медресе было впервые капитально отремонтировано в 1977 году. Сегодня в медресе Талибан Махсум работает семейная кухня-ресторан, где туристы могут отдохнуть и поесть традиционные блюда узбекской кухни.